# Jeździectwo na Letnich Igrzyskach Olimpijskich 1920 – skoki przez przeszkody drużynowo
Skoki przez przeszkody drużynowo były jedną z konkurencji jeździeckich na Letnich Igrzyskach Olimpijskich 1920. Zawody odbyły się w dniu 12 września. W zawodach uczestniczyło 20 zawodników z 5 państw.
W zawodach drużynowych nie brali udziału zawodnicy, którzy uczestniczyli w zawodach indywidualnych.

## Wyniki
| Miejsce | Ekipa                                | Miejsce ind.      | Punkty            | Wynik |
| ------- | ------------------------------------ | ----------------- | ----------------- | ----- |
| 1       | Szwecja                              | Szwecja           | Szwecja           | 14.00 |
| 1       | Claës König / Tresor                 | 2                 | 2.00              | 14.00 |
| 1       | Hans von Rosen / Poor Boy            | 5                 | 6.00              | 14.00 |
| 1       | Daniel Norling / Eros II             | 5                 | 6.00              | 14.00 |
| 1       | Frank Martin / Kohort                | 11                | 10.00             | 14.00 |
| 2       | Belgia                               | Belgia            | Belgia            | 16.25 |
| 2       | Henri Laame / Biscuit                | 3                 | 2.75              | 16.25 |
| 2       | André Coumans / Lisette              | 4                 | 5.25              | 16.25 |
| 2       | Herman de Gaiffier d'Hestroy / Miss  | 9                 | 8.25              | 16.25 |
| 2       | Herman d'Oultromont / Lord Kitchener | 18                | 30.00             | 16.25 |
| 3       | Włochy                               | Włochy            | Włochy            | 18.75 |
| 3       | Ettore Caffaratti / Tradittore       | 1                 | 1.50              | 18.75 |
| 3       | Alessandro Alvisi / Raggio di Sole   | 7                 | 6.25              | 18.75 |
| 3       | Giulio Cacciandra / Fortunello       | 12                | 11.00             | 18.75 |
| 3       | Carlo Asinari / Varone               | 19                | 33.00             | 18.75 |
| 4       | Francja                              | Francja           | Francja           | 34.75 |
| 4       | Auguste de Laissardière / Othello    | 8                 | 7.50              | 34.75 |
| 4       | Henri Horment / Dignité              | 14                | 13.25             | 34.75 |
| 4       | Théophile Carbon / Incas             | 15                | 14.00             | 34.75 |
| 4       | Pierre Le Moyne / Flirt              | 15                | 14.00             | 34.75 |
| 5       | Stany Zjednoczone                    | Stany Zjednoczone | Stany Zjednoczone | 42.00 |
| 5       | Harry Chamberlin / Nigra             | 10                | 9.00              | 42.00 |
| 5       | Karl Greenwald / Moses               | 13                | 12.00             | 42.00 |
| 5       | Vincent Erwin / Joffre               | 17                | 21.00             | 42.00 |
| 5       | Sloan Doak / Rabbit Red              | -                 | DNF               | 42.00 |